# Stijn Vandenbergh
Stijn Vandenbergh (né le 25 avril 1984 à Audenarde) est un coureur cycliste belge, professionnel entre 2007 et 2020. Il débute en 2005 en signant chez Amuzza.com-Davo. Il rejoint en 2008 l'équipe française AG2R La Mondiale puis en 2009 l'équipe russe Katusha. De 2017 à 2020, il est membre de l'équipe AG2R La Mondiale.

## Carrière
Stijn Vandenbergh devient coureur professionnel en 2007 au sein de l'équipe Unibet.com. En août, lors de la première étape du Tour d'Irlande, il figure dans un groupe de dix coureurs échappés. Il attaque à 4 km de l'arrivée et gagne avec 15 secondes d'avance. Il conserve la première place du classement général et remporte ce Tour d'Irlande. En octobre, alors que l'avenir de son équipe est incertain en raison du retrait du sponsor Unibet.com, Stijn Vandenbergh s'engage pour la saison 2008 avec l'équipe française AG2R La Mondiale. Ses meilleurs résultats durant cette année 2008 sont une neuvième place au Grand Prix de Denain et une huitième place d'étape au Tour de Burgos.
En 2009, il est recruté par la nouvelle équipe russe Katusha. Au début du mois d'avril, il est heurté par un spectateur avant le départ de la dernière étape des Trois Jours de La Panne et se fracture le coude.
Il dispute pour la première fois le Tour de France, qu'il termine à la 96e place. En septembre, il est deuxième du Grand Prix Jef Scherens. En 2010, il prend la neuvième place d'À travers les Flandres, et la douzième place des Trois Jours de La Panne et du Tour des Flandres. Il dispute son deuxième Tour de France, qu'il ne termine pas : il est mis hors délai lors de la septième étape.
En 2012, Stijn Vandenbergh rejoint l'équipe belge Omega Pharma-Quick Step, où il est appelé à avoir un rôle d'équipier,. Après avoir notamment disputé Paris-Nice et Milan-San Remo, il est l'un des équipiers de Tom Boonen lors des quatre classiques que celui-ci remporte : le GP E3, Gand-Wevelgem, le Tour des Flandres et Paris-Roubaix. Sélectionné pour disputer le Tour de France, il doit déclarer forfait à cause d'une blessure à la selle. Fin juillet, il forme avec Tom Boonen, Philippe Gilbert, Greg Van Avermaet et Jürgen Roelandts l'équipe de Belgique qui prend part à la course en ligne des Jeux olympiques de Londres. Le Belge le mieux classé de cette course est Roelandts, septième, tandis que Vandenbergh est centième. À nouveau retenu en équipe nationale pour les championnats du monde, il doit renoncer à cette compétition à cause d'une blessure au genou.

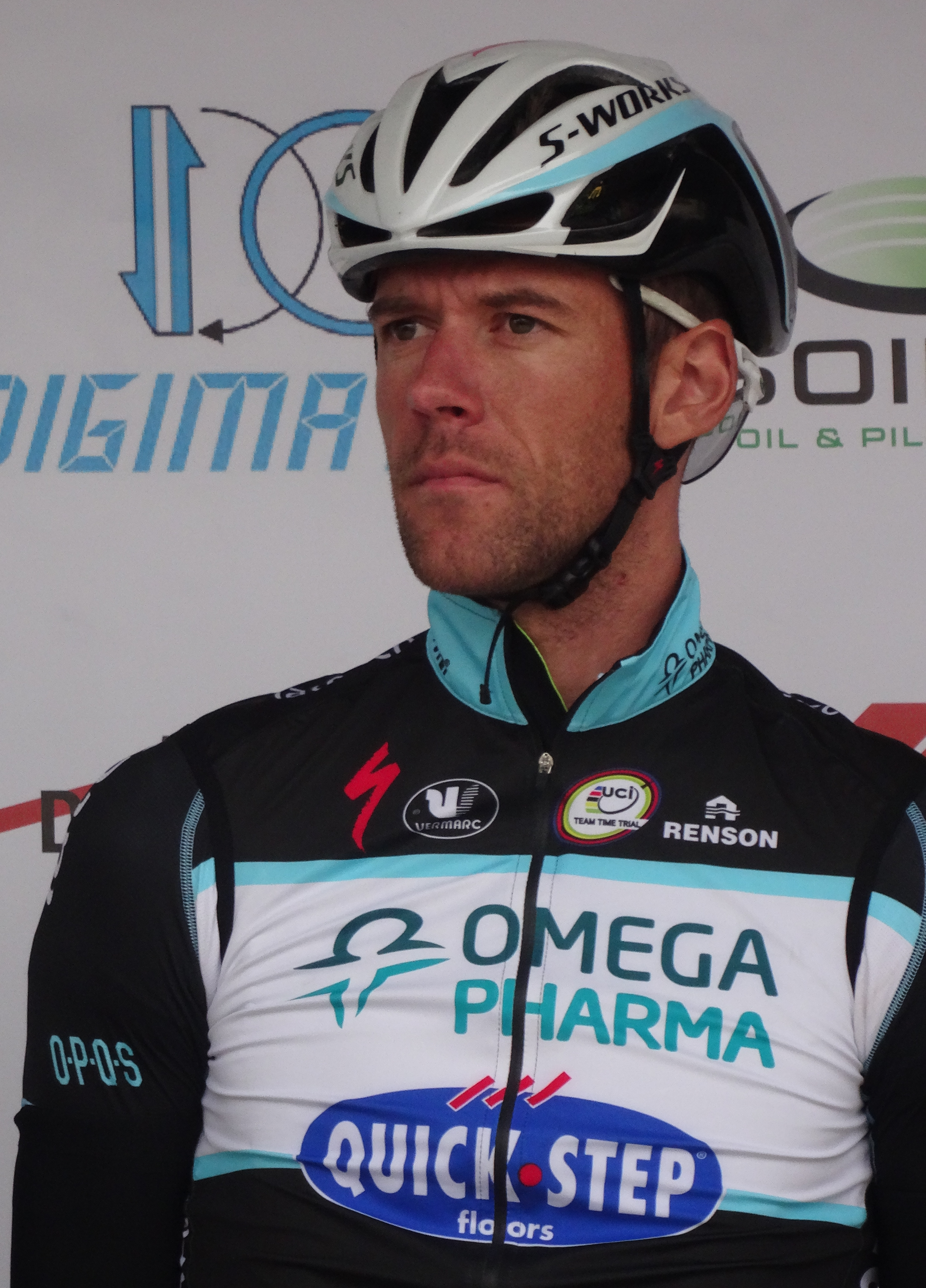
Stijn Vandenbergh lors du Circuit du Houtland 2014.

En 2013, Stijn Vandenbergh s'échappe avec Luca Paolini durant le Circuit Het Nieuwsblad. Les deux coureurs se disputent la victoire au sprint et Paolini s'impose devant le coureur belge. Lors des classiques flamandes suivantes, tandis que Tom Boonen n'obtient pas les résultats espérés, Stijn Vandenbergh est en bonne forme et l'un des meilleurs coureurs de l'équipe Omega Pharma-Quick Step. Il se classe dixième d'À travers les Flandres, huitième de Gand-Wevelgem, quatorzième du Tour des Flandres. Lors de Paris-Roubaix, il est en tête de la course en compagnie de son coéquipier Zdeněk Štybar, de Sep Vanmarcke et Fabian Cancellara, lorsqu'il chute au Carrefour de l'Arbre en heurtant en spectateur. Štybar est à son tour déséquilibré par un spectateur peu après. Alors que tous deux espéraient s'imposer, Vandenbergh prend la vingtième place, Štybar la sixième.
En 2014, il est à la lutte pour la victoire au Grand Prix E3 puis au Tour des Flandres. Au GP E3, il est battu par Peter Sagan, son coéquipier Niki Terpstra et Geraint Thomas. Au Tour des Flandres, il est devancé par Fabian Cancellara, Greg Van Avermaet et Sep Vanmarcke.
En 2015, il est quatrième du Circuit Het Nieuwsblad, septième du Samyn et quatrième de Gand-Wevelgem. Lors du Tour des Flandres, il subit deux chutes dont une lui occasionne une fracture du nez. Il termine néanmoins cette course en 51e position. Vandenbergh est sélectionné pour la course en ligne des championnats du monde de Richmond. Les chefs de file belges sont Tom Boonen, Philippe Gilbert et Greg Van Avermaet.
Au mois d'août 2016, il signe un contrat avec  l'équipe AG2R La Mondiale d'une durée de deux ans. Son contrat étant arrivé à terme en 2020 et ne retrouvant pas d'équipe, Vanderbergh cesse sa carrière professionnelle.

## Palmarès et classements mondiaux

### Par années
| - 2004 - Circuit Het Volk espoirs - 2006 - 3e du Internationale Wielertrofee Jong Maar Moedig - 2007 - Tour d'Irlande : - Classement général - 1re étape - 2009 - 2e du Grand Prix Jef Scherens - 2011 - 3e de la Ruddervoorde Koerse | - 2013 - 2e du Circuit Het Nieuwsblad - 8e de Gand-Wevelgem - 2014 - 4e du Grand Prix E3 - 4e du Tour des Flandres - 2015 - 4e de Gand-Wevelgem - 2016 - 5e étape du Tour de la Communauté valencienne - 3e du Tour de Belgique |  |

### Résultats sur les grands tours

#### Tour de France
2 participations
- 2009 : 96e
- 2010 : hors délai (7e étape).

### Classements mondiaux
| Année                  | 2004  | 2005 | 2006 | 2007 | 2008 | 2009 | 2010 | 2011 | 2012 | 2013 | 2014 | 2015 |
| ---------------------- | ----- | ---- | ---- | ---- | ---- | ---- | ---- | ---- | ---- | ---- | ---- | ---- |
| Classement UCI         | 1211e |      |      |      |      |      |      |      |      |      |      |      |
| Classement ProTour     |       |      |      | nc   | nc   |      |      |      |      |      |      |      |
| Calendrier mondial UCI |       |      |      |      |      | nc   | nc   |      |      |      |      |      |
| UCI World Tour         |       |      |      |      |      |      |      | nc   | nc   | 149e | 54e  | 88e  |
| UCI Europe Tour        |       | nc   | 723e |      |      |      |      |      |      |      |      |      |

## Distinctions
- Vélo de cristal du meilleur équipier : 2009 et 2013